# Comté de Valois
Pour les articles homonymes, voir Valois.
v.829–1185
Entités suivantes :
- Domaine royal français

Le comté de Valois (en latin :pagus vadensis à l'époque mérovingienne et valesia à l'époque carolingienne) est un ancien pagus ou comté dans la région du Valois, dont le chef-lieu est d'abord à Vez (Vadum), puis, à partir du Xe siècle, à Crépy-en-Valois.
Le gentilé du Valois est Valoisien.

## Histoire
Les premiers titulaires héréditaires du comté sont des membres de la noblesse carolingienne, qui regroupent dans leurs mains les comtés de Vexin, de Valois et d'Amiens. Lorsque le dernier d'entre eux devient moine, en 1077, ses possessions sont partagées, et le Valois passe aux Herbertiens, par ailleurs comtes de Vermandois, qui le transmettent par mariage aux Capétiens en 1080. En 1183, à la mort de la comtesse Élisabeth de Vermandois, le Valois et le Vermandois sont disputés entre son mari, Philippe d'Alsace, et sa sœur, Éléonore de Vermandois. Le roi Philippe Auguste se pose en arbitre et en profite pour rattacher les deux comtés au domaine royal en 1185.
Il est alors concédé en apanage à quelques princes, comme Jean-Tristan, fils de Saint Louis. 
Charles, quatrième fils de Philippe III Le Hardi, reçoit en apanage le Valois et fonde la maison du même nom, qui règnera sur la France à partir de Philippe VI de Valois, son fils, roi de France en 1328. Ce dernier transmet le comté à son fils cadet Philippe d'Orléans. Après la mort sans héritier de celui-ci, le comté revient au domaine royal. En 1406, il est érigé en duché en faveur de Louis, duc d'Orléans, frère de Charles VI et fondateur de la branche de Valois-Orléans. Lorsque son petit-fils, Louis II d'Orléans, devient roi, sous le nom de Louis XII, le Valois passe à son cousin, François d'Angoulême, futur François Ier. À l'accession au trône de ce dernier, le Valois retournera au domaine royal.
En 1344, le comté de Valois est érigé en comté-pairie, puis, en juillet 1406, en duché-pairie en faveur de Louis d'Orléans.

## Géographie

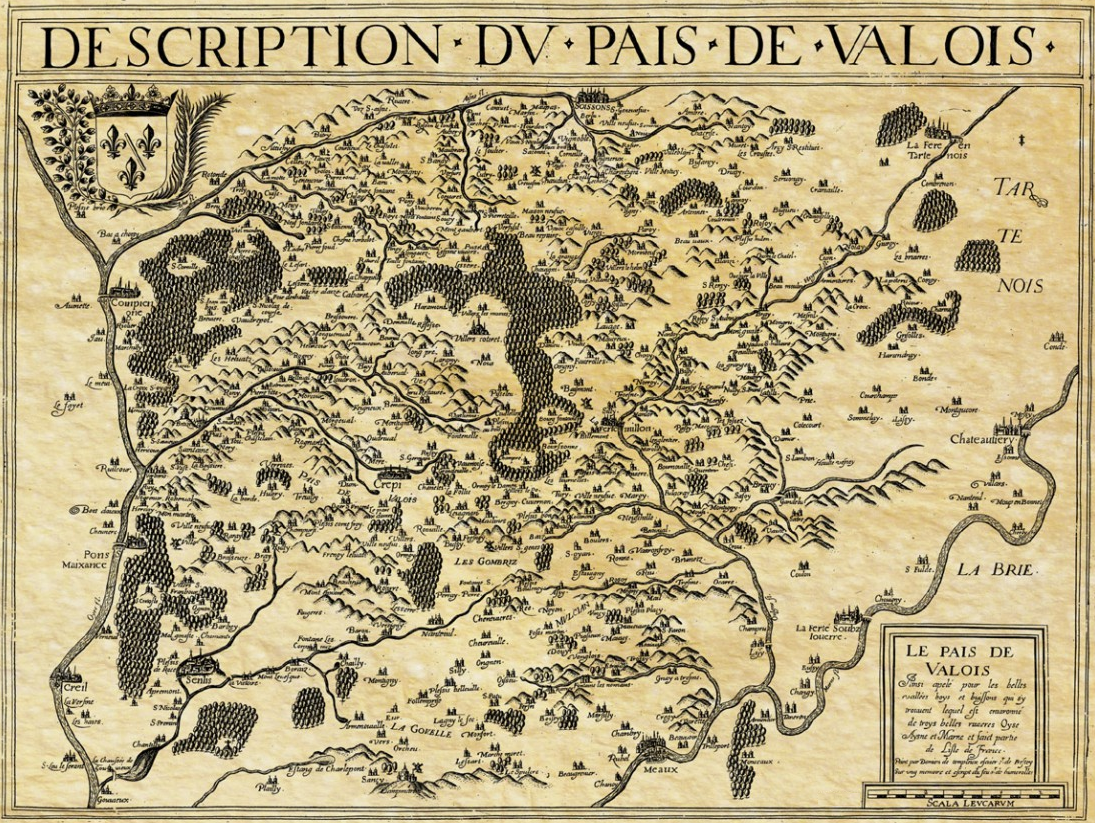
Depuis le comté est éteint - le pays de Valois en 1615.